# ابراهیم بن هرمه
ابراهیم بن علی کُنانی قرشی شهرت‌یافته به ابن هَرمه (۷۰۸–۷۸۶م) شاعر مدح‌سرای حجازی بود که فاطمیان، امویان و عباسیان را مدح نمود. جز مدح، در هجو و فخر و حکمت نیز سرود. او را بسیار دلبستهٔ شراب دانسته‌اند تا حدّی که یک بار رئیس امنیت مدینه او را بازداشت.او شاعر مخضرم دو دولت بوده‌است. به دمشق رفت و ولید بن یزید را مدح نمود اما سپس به طالبیان (پیروان علی) پیوست. آخرین شاعران مخصرم اموی شمرده می‌شود.